# Anitra Karsten

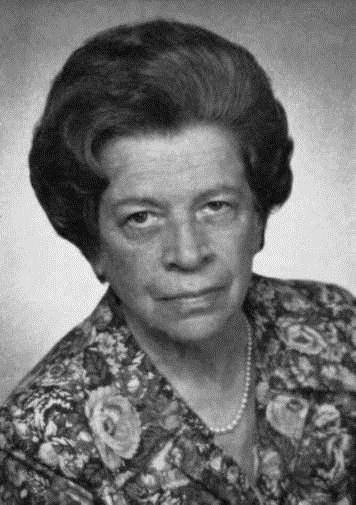
Anitra Karsten

Anitra Linnéa Christina Karsten (* 11. Dezember 1902 in Turku, Russisches Kaiserreich; † 29. Oktober 1988 in Frankfurt am Main) war eine finnische Psychologin und Mitarbeiterin von Kurt Lewin an der Humboldt-Universität zu Berlin. Von ihr stammt die erste empirische Untersuchung zum Phänomen der „Psychischen Sättigung“. Später machte sie sich einen Namen als Gerontologin.

## Leben und Werk
Anitra Karsten wurde in Finnland als Tochter von Mary Karsten, geborene Walmqvist, und des Ingenieurs Erland Karsten, einem Nachfahren des Mykologen Petter Karsten, in eine evangelisch-lutherische Mittelstandsfamilie in Åbo (finnisch Turku) geboren, die ihre intellektuelle Entwicklung förderte. Im 1922 Jahr absolvierte sie ihr Abitur an der Heurlinska Skolan Åbo und übersiedelte auf Wunsch ihrer Eltern nach Berlin, um ein Hochschulstudium zu absolvieren. Nach einem anfänglichen Literaturstudium wechselte sie an das Psychologische Institut der Universität Berlin, das zu dieser Zeit von den Begründern der Gestaltpsychologie Wolfgang Köhler, Max Wertheimer und Kurt Lewin geprägt war. Sie begann ein Psychologie-Studium bei Kurt Lewin, wo sie mit einer Reihe weiterer Lewin-Schülerinnen – u. a. Tamara Dembo, Bluma Zeigarnik und Maria Ovsiankina – an dessen experimentellem Forschungsprogramm Untersuchungen zur Handlungs- und Affektpsychologie beteiligt war. In diesem Rahmen entstand dann auch als ihre Dissertation die Pionier-Studie Psychische Sättigung, mit der sie 1928 an der Universität Gießen zum Dr. phil. promoviert wurde. Die Arbeit wurde 1928 veröffentlicht.
Ab 1929 arbeitete Karsten in Berlin erst freiberuflich als Werbepsychologin; 1936 erhielt sie die erste Dozentur für Werbepsychologie an der neu gegründeten Höheren Reichswerbefachschule, die sie bis 1939 innehatte. Parallel zu diesen beruflichen Tätigkeiten beteiligte sich Karsten an Forschungsarbeiten des gestalttheoretischen Musikwissenschaftlers Erich Moritz von Hornbostel am Psychologischen Institut Berlin zu Fragen der Einheit der Sinne.
In den Kriegsjahren lebte Karsten in Schweden und Finnland: Zuerst war sie als Kulturreferentin für Finnland in Stockholm tätig, dann als Referentin des Informationsministeriums in Helsinki.
Im Jahr 1948 begann sie ihre Hochschultätigkeit. 1949 erhielt sie ein einjähriges Forschungsstipendium der International Association of University Women für einen Forschungsaufenthalt in den USA, für den sie die Universität Ann Arbor in Michigan (nunmehr University of Michigan) wählte. Ihr Forschungsschwerpunkt während dieses Jahres war das Problem der Vorurteile, ein Thema, das sie auch in ihrem weiteren Forscherleben begleiten sollte. Darüber hinaus ermöglichte dieses Jahr in den USA ihr auch die Wiederbegegnung mit Freunden und Lehrern aus der Berliner Zeit, darunter Wolfgang und Lili Köhler, Kurt Lewin, Maria Rickers-Ovsiankina und Tamara Dembo.
In den 1950er Jahren lehrte sie Psychologie an den schwedischsprachigen Hochschulen Svenska medborgarhögskola (heute Schwedische Sozial- und Kommunalhochschule) und Svenska handelshögskola (heute Hanken Svenska handelshögskolan) in Helsingfors (finnisch Helsinki), daneben aber auch an Kindergärten, für Krankenschwestern, Heimleiter und Sozialarbeiter. 1948 wandte sie sich der Altersforschung zu, einem damals noch wenig bearbeiteten Fachgebiet. Auch ihre Arbeiten in diesem Bereich sind von der Lewinschen Feldtheorie geprägt, wie sie sie in ihrer Berliner Zeit kennengelernt hatte.
1960 kehrte Anitra Karsten aus Finnland nach Deutschland zurück, da sie in Finnland für sich keine Aussicht auf einen Lehrstuhl für Psychologie sah. Nach Gastdozenturen in Erlangen und in Marburg erhielt sie schließlich ein Stipendium für die Erforschung der „Lage alter Menschen auf dem Lande in der BRD“ und einen Lehrauftrag an der Wirtschaftswissenschaftlichen Fakultät in Frankfurt. 1964 wurde sie als Gastprofessorin für Gerontologie an die Universität Frankfurt berufen. Ab 1976 war sie dort Honorarprofessorin für Gerontologie. In der Altersforschung teilte sie die Sichtweise von Charlotte Bühler und Hans Thomae, dass der Prozess des Alterns das ganze Leben umfasse. 1982 gründete die ledig gebliebene Psychologin an der Johann-Wolfgang-Goethe Universität in Frankfurt die „Universität des Dritten Lebensalters“ (UDL) – eine Einrichtung für die universitäre Weiterbildung älterer Menschen und für das Lernen der Jüngeren von den Älteren.

## Ehrungen
- 1985 Elisabeth-Norgall-Preis
- 1988 Ehrenmitgliedschaft der Deutschen Gesellschaft für Psychologie

## Ausgewählte Schriften
- 1928: Psychische Sättigung. In: Psychologische Forschung. 10, S. 142–254. Zugleich Dissertation.
- 1953: Das Vorurteil. In: Psychologische Beiträge. I, S. 149–161.
- 1960: Wahrnehmung des Alterns. In: Psychologische Beiträge. V, S. 102–104.
- 1961: Altsein und Pensionierung. In: Soziale Welt. Heft 3, S. 229–236.
- 1963: Motivation und affektives Geschehen. In R. Meili, H. Rohracher (Hrsg.): Lehrbuch der experimentellen Psychologie. Huber, Bern, S. 281–326.
- 1964: Die Aufgabe einer Altersforschung. In: Blätter der Wohlfahrtspflege. 12, S. 380–386.
- 1965: Probleme der Alternsforschung. In: Psychologische Rundschau. 1, S. 1–27.
- 1965: Die Anderen im Urteil der Jugend.
- 1969: Zufriedenheit und Persönlichkeitsstruktur im Alter. In: Veröff. D. Ges. f. Gerontologie. Bd. 2. Darmstadt, S. 99–102.
- 1972: Lehrbuch der Experimentellen Psychologie. 2. Auflage.
- 1978: Vorurteil.
- 1981: Motivation und affektives Geschehen. In: R. Meili, H. Rohracher (Hrsg.): Lexikon der Sozialen Gerontologie.
- 1983: Grundbegriffe der sozialen Gerontologie. Kohlhammer, Stuttgart, ISBN 3-17-007299-4.